# Noordodes
Noordodes är ett släkte av fjärilar. Noordodes ingår i familjen Crambidae.
Kladogram enligt Catalogue of Life:
| Noordodes | \| \| Noordodes magnificalis \| \| \| \| \| \| Noordodes purpureoflava \| \| \| \| |
|           | \| \| Noordodes magnificalis \| \| \| \| \| \| Noordodes purpureoflava \| \| \| \| |
|           | Noordodes magnificalis                                                             |
|           |                                                                                    |
|           | Noordodes purpureoflava                                                            |
|           |                                                                                    |